# Sterline Civil
Sterline Civil, née le 20 juin 1994 à Miragoâne, Haïti, est diplomate, politicienne et éducatrice haïtienne reconnue pour son engagement en faveur du développement durable et des droits fondamentaux de l'Homme. Actuellement, Directrice du Fonds National de l'Education (FNE), nommée par un arrêté présidentiel en février 2025.

## Biographie

### Enfance et Éducation
Sterline Civil est née à Miragoâne dans une famille chrétienne. Elle a fait ses études primaires et secondaires au Collège Notre Dame de Lourdes, puis au Lycée des Jeunes Filles de Miragoâne.
Après ses études secondaires, elle a suivi une formation en relations internationales. Elle a fréquenté l'Académie Nationale Diplomatique et Consulaire (ANDC) avant d'obtenir une licence en Relations Internationales à l'Université Quisqueya.
Elle a poursuivi ses études en France, où elle a obtenu deux Master II à l'Université Paris-Saclay : l'un en droit international public, parcours droit international et européen des droits fondamentaux, et l'autre en science politique, parcours gouvernance de projets de développement durable au sud.
Sterline Civil est également enseignante à l'Université Quisqueya et à l’Université d’État d’Haïti. Elle y dispense des cours sur le système des Nations-Unies, l'introduction aux relations internationales, la vie politique en Haïti depuis 1987, les nouveaux acteurs des relations internationales, la démocratisation et la refondation de l’État, ainsi que la protection internationale des droits de l'Homme.

## Carrière Diplomatique
Sterline Civil a commencé sa carrière professionnelle au Ministère des Affaires Étrangères d'Haïti, où elle a dirigé les Affaires Consulaires. Elle a ensuite été nommée Ministre-Conseiller à la Mission Permanente d'Haïti auprès des Nations-Unies à New York. À ce poste, elle a représenté son pays sur la scène internationale, défendant les intérêts haïtiens dans les forums diplomatiques les plus importants.
Sterline s'est également engagée en politique, devenant Secrétaire Générale du Parti les Engagés pour le Développement (EDE). 
Elle a joué un rôle clé dans l'organisation du parti, menant des manifestations contre la mauvaise gouvernance et la violation des droits fondamentaux en Haïti. Sous sa direction, le parti a gagné en influence et en popularité,. Sterline Civil démissionne de son poste de secrétaire générale du parti EDE  .

## Activisme pour les Droits des Femmes
En parallèle de sa carrière diplomatique et politique, Sterline Civil est défenseure des droits des femmes et de la justice sociale. Elle anime un podcast intitulé Femmes et politique, destiné à encourager et inspirer les femmes à s'impliquer dans la sphère politique. Ce programme aborde divers sujets liés à la participation féminine en politique et propose des solutions pour surmonter les obstacles systémiques auxquels les femmes font face.
En plus de ses activités professionnelles, Sterline Civil préside le Centre de réhabilitation et de Développement Personnel (ceredep), un organisme qui soutient le développement personnel et professionnel de la jeunesse haïtienne. À travers le ceredep, elle initie des programmes de mentorat et de formation pour encourager les jeunes à devenir des acteurs du changement dans leur communauté.

## Sterline Civil, troisième personnalités et première femme à la tête du Fonds national de l'éducation (FNE)
Sterline Civil a officiellement pris les rênes du Fonds National de l’Éducation (FNE) ce mardi 18 février, devenant ainsi la première femme à diriger cette institution depuis sa création en 2017. Avec une vision claire et ambitieuse, elle entend faire du FNE un modèle de gouvernance transparente et efficace, au service de l’éducation en Haïti.
Lors de son installation, Sterline Civil a réaffirmé son engagement à optimiser la gestion des ressources du FNE afin de garantir un impact tangible sur le terrain. Elle a souligné que chaque investissement devra répondre à des critères stricts d’efficacité et de transparence, dans l’objectif de faire du système éducatif un véritable levier d’ascension sociale.
Consciente des défis qui l’attendent, la nouvelle Directrice Générale a insisté sur la nécessité d’une collaboration étroite avec les différents acteurs du secteur éducatif. Elle a mis en avant l’importance du travail d’équipe au sein du FNE et de la mobilisation de toutes les compétences pour atteindre les objectifs de l’institution.
Sterline Civil entend également poursuivre les chantiers en cours tout en renforçant les mécanismes de contrôle et d’évaluation des projets financés par le FNE. Elle ambitionne de mettre en place des stratégies innovantes pour maximiser l’impact des fonds alloués à l’éducation et assurer un suivi rigoureux des initiatives déployées.
Sa nomination marque ainsi un tournant pour le FNE, avec une approche résolument tournée vers la rigueur, la transparence et la performance. À travers son leadership, Sterline Civil entend insuffler une nouvelle dynamique à l’institution, dans le but de garantir un accès équitable à une éducation de qualité pour tous les enfants haïtiens,.

### Austérité
Sterline Civil, récemment nommée directrice générale du Fonds national de l'Éducation (FNE), a initié une série de réformes visant à instaurer une gestion rigoureuse et transparente au sein de l'institution. Après avoir sollicité un audit de l'administration précédente et effectué sa déclaration de patrimoine, elle se concentre désormais sur la réduction des coûts opérationnels, notamment en diminuant la masse salariale de plus de moitié. Cette démarche a pour objectif d'assurer que chaque gourde dépensée bénéficie directement à l'éducation des enfants haïtiens.

## FNE en faillite sous l’ancienne administration
La gestion du Fonds National de l’Éducation (FNE) sous la direction de Jean Ronald Joseph a laissé l’institution dans une situation financière désastreuse, avec plus de 2,3 milliards de gourdes de dettes. Selon plusieurs enquêtes, une large part des fonds a été distribuée de manière opaque, notamment à travers des subventions accordées à des particuliers entre octobre 2024 et février 2025, pour un montant total d’environ 601 millions de gourdes.
Face à ce scandale, Sterline Civil, qui a pris la direction du FNE, a dénoncé une gestion marquée par le manque de transparence et des pratiques financières douteuses. Elle met en lumière l’ampleur des irrégularités et s’engage à restaurer la crédibilité de l’institution. Son plan de redressement inclut un audit approfondi, la mise en place de nouveaux mécanismes de contrôle et une réforme structurelle visant à garantir une utilisation plus rigoureuse des fonds destinés à l’éducation.
Cette transition met en évidence les défis auxquels le FNE doit faire face, illustrant à la fois la nécessité d’une meilleure gouvernance financière et l’importance de la lutte contre la corruption dans les institutions publiques haïtiennes.
Le Fonds National de l’Éducation (FNE) s’apprête à lancer une plateforme numérique pour permettre aux demandeurs de subventions de soumettre leurs dossiers en ligne. Cette initiative, vise à moderniser et à renforcer la transparence de l’institution en réduisant les déplacements et en assurant une meilleure gestion des fonds alloués à l’éducation[réf. nécessaire].

## Inspection, réhabilitation et participation: la nouvelle dynamique du FNE
Depuis avril 2025, la directrice générale du Fonds National de l’Éducation (FNE), Sterline Civil, a multiplié les initiatives sur le terrain pour évaluer l’état des infrastructures scolaires dans plusieurs régions d’Haïti, notamment dans le Nord. Lors de sa tournée, elle a visité des établissements tels que l’école nationale de La Fosette et le lycée Philippe Guerrier au Cap-Haïtien, en compagnie du ministre de l’Éducation nationale, Antoine Augustin. Ces visites ont permis de constater la dégradation avancée de plusieurs bâtiments scolaires et d’identifier les besoins urgents en réhabilitation afin d’améliorer les conditions d’apprentissage. Un accent particulier a été mis sur le lycée Horatius Laventure, dans le cadre d'une démarche de coopération entre les autorités éducatives nationales et locales.
Dans une perspective participative, le FNE a également lancé une initiative de recherche sur l’impact de l’insécurité sur le système éducatif. Cent jeunes ont été recrutés à travers le pays pour mener des enquêtes ciblées auprès des familles vulnérables,. Cette approche vise à mieux comprendre les effets sociaux de l’insécurité sur la scolarisation et à orienter les politiques éducatives de manière plus efficace. Ces données permettront d’ajuster les interventions du FNE selon les réalités locales et les besoins spécifiques des communautés les plus exposées.
Face aux défis criants rencontrés dans les régions du Nord et du Sud, le FNE renforce sa présence sur le terrain en multipliant les inspections et les évaluations en vue de la réhabilitation des établissements les plus en difficulté. En identifiant les priorités infrastructurelles, l’objectif est de garantir un accès équitable à une éducation de qualité, malgré les contraintes logistiques, économiques et sécuritaires. Ces actions témoignent de l’engagement du FNE à poser les bases d’un environnement scolaire plus sûr, plus inclusif et mieux adapté aux défis actuels du pays.

## Distinctions
- Sterline Civil a reçu plusieurs distinctions pour son travail dans les domaines de la diplomatie, des droits de l'Homme, et de l'engagement politique, renforçant sa réputation de leader respectée tant au niveau national qu'international.